# Holfertita
La holfertita és un mineral de la classe dels òxids. Rep el nom en honor de John W. Holfert (n. 1949), per les seves importants contribucions a la mineralogia i a la geologia de la serralada de Thomas, als Estats Units.

## Característiques
La holfertita és un hidròxid de fórmula química (UO₂)₁.₇₅Ca₀.₂₅TiO₄(H₂O)₃. Va ser aprovada com a espècie vàlida per l'Associació Mineralògica Internacional l'any 2003. Cristal·litza en el sistema trigonal. La seva duresa a l'escala de Mohs és 4.
Segons la classificació de Nickel-Strunz la holfertita pertany a «04.GB - Uranils hidròxids, amb cations addicionals (K, Ca, Ba, Pb, etc.); principalment amb poliedres pentagonals UO₂(O,OH)₅» juntament amb els següents minerals: agrinierita, compreignacita, rameauita, becquerelita, bil·lietita, protasita, richetita, bauranoïta, calciouranoïta, metacalciouranoïta, fourmarierita, wölsendorfita, masuyita, metavandendriesscheïta, vandendriesscheïta, vandenbrandeïta, sayrita, curita, iriginita i uranosferita.
L'exemplar que va servir per a determinar l'espècie, el que es coneix com a material tipus, es troba conservat a les col·leccions mineralògiques del Museu Nacional d'Història Natural, l'Smithsonian, situat a Washington DC (Estats Units).

## Formació i jaciments
Va ser descoberta al Holfertite pit, de la serralada de Thomas, al comtat de Juab (Utah, Estats Units), on es troba en forma de petites agulles grogues semblants a varetes, normalment associades a topazi i quars. Aquest és l'únic indret de tot el planeta on ha estat descrita aquesta espècie mineral.